# ليام ديفيس
ليام ديفيس (2 أغسطس 1984 ببرث في أستراليا - ) (بالإنجليزية: Liam Davis)‏ هو لاعب كريكت أسترالي. لعب مع فريق غرب أستراليا للكريكت ‏ وPerth Scorchers ‏.

## وصلات خارجية
- ليام ديفيس على موقع إي آس بي آن كريك إنفو (الإنجليزية)